# گنجشک کنیا
گنجشک کنیا (نام علمی: Passer rufocinctus) نام یک گونه از سرده گنجشک‌های راستین است.